# フランシス・ホプキンソン

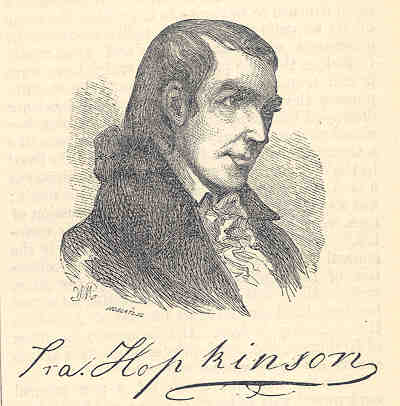
フランシス・ホプキンソン Image from The Cyclopaedia of American Literature (1880).

フランシス・ホプキンソン（英: Francis Hopkinson、1737年10月2日-1791年5月9日）はアメリカ合衆国の著作家であり、ニュージャージーの代表としてアメリカ独立宣言に署名した者の一人である。ホプキンソンを支持する人々は、彼が最初にアメリカ合衆国の国旗をデザインするときに中心となる役割を演じたと信じている。

## 教育と公的生活
ホプキンソンは1737年にフィラデルフィアで、トマス・ホプキンソンの息子として生まれた。1751年にフィラデルフィア大学（現在のペンシルベニア大学）の最初の学年の一人となり、1757年に卒業した。1760年には修士号を受けた。ペンシルベニアの検事総長ベンジャミン・チューの下で法律を職業とする世界に入り、1761年には法廷弁護士として認められた。1761年にペンシルベニア・インディアン委員会の地方協議会で書記官となり、デラウェア族やイロコイ連邦の幾つかの種族と条約を結んだ。1763年にはニュージャージーのセイラムで税関長に指名された。
1766年5月から1767年8月は、北アメリカでの税関理事になることを期待してイングランドで過ごした。これは不成功に終わったが、後に首相となるノース卿、ウースター主教のブラウンロウ・ノース（ノース卿の異母弟）、および画家のベンジャミン・ウエストと知り合った。
アメリカに戻ると、フィラデルフィアで乾物商を始め、1768年9月1日にはアン・ボーデンと結婚した。夫妻には5人の子供が生まれた。1772年5月1日、デラウェアのニューキャッスルで税関長の仕事を得た。1774年にニュージャージーのボーデンタウンに転居し、王室領地方議会の議員となり、また1775年5月8日にはニュージャージーの法廷弁護士として認められた。1776年には王室に指名された職を辞し、6月22日から11月30日までニュージャージーの代表として大陸会議に参加した。この時にアメリカ独立宣言に署名した。
新生間もない国の政府の一部として1777年にはフィラデルフィアの海軍本部に勤め、1778年には大陸貸付局の財務官となり、1779年にはペンシルベニア海事裁判所の判事に指名され、この判事職は1780年と1787年にも再任された。1787年には憲法制定会議の時に憲法の批准に貢献し、1789年から1791年はペンシルベニア東地区の連邦地方裁判所判事となった。
ホプキンソンは連邦判事のまま1791年に突然てんかんに罹りフィラデルフィアで死んだ。53歳。フィラデルフィアのクライスト・チャーチ墓地に埋葬された。息子のジョセフ・ホプキンソンはアメリカ合衆国下院議員となり、連邦判事も務めた。

## 文化的な功績
ホプキンソンは大衆向けに書いた幾つかの歌の作者であり、様々な政治的詩、小冊子および「警句」を書いて、そのユーモアのある風刺が受けて広く読まれ、アメリカ独立戦争の間に発せられた政治的独立の精神を高め助成することに大きな力となった。
主な著作としては、『かわいい話』（1774年出版）、『予言』（1776年出版）、『政治的な教理問答』（1777年出版）がある。作った歌の中では、『条約』、『火薬樽の戦い』および『新しい屋根、連邦機構の歌』がある。また風刺的な作品で良く知られているものでは、『喧嘩をする印刷の上の方法』、『ホワイト・ウォッシングの随筆』および『現代の学び』がある。『様々な随筆と折々の書き込み』は1792年にフィラデルフィアで3巻になって発行された。
アマチュアの音楽家としての評判もある。17歳でハープシコードの演奏を始めた。1750年代に多くのヨーロッパの作曲家によるアリア、歌、楽器譜を写した。幾つかの歌の作曲もした。1760年代までにコンサートでプロの音楽家と共にハープシコードを演奏できるまでになった。1770年にフィラデルフィアのクライスト・チャーチでオルガンを演奏した。1780年代、グラスハーモニカを鍵盤で演奏できるよう改良し、金属球の音を使った楽器であるベラーモニックを発明した。

## 国旗論争

「ホプキンソンの旗」。六稜星を 3-2-3-2-3 と配列している

ホプキンソンはアメリカ合衆国の最初の国旗をデザインしたと主張し、大陸会議から補償を得ようとした。大陸会議は、多くの人々が国旗のデザインに関わっており、ホプキンソンは既に公僕として給与を払われているという言い訳でホプキンソンの要求を拒んだ。公式にアメリカ合衆国の国旗を定めた1777年の国旗決議案は星の配列を決めていなかったという別の議論もある。国旗決議案に合致するデザインは多くが考えられ、星が方形の配置、輪状、幾つかの列、模様あるいは馴染みのある「ベッツィ・ロス」の輪などがあった。
ホプキンソンが最初にデザインした星条旗は13星を、専門用語で5数配列と呼ばれる千鳥状に配置したものだった。これは5つを単位とするモチーフを繰り返すという考え方だった。この配置はどうしても対角線上を強く印象づけることになった。13星旗の場合、イギリスの国旗に組み込まれているセントジョージとセントアンドリューの十字に見誤られる可能性があった。この類似性が意図的なものであれ、また偶然のものであれ、星を3列の平行線上に並べる分かりやすいやり方が5数配列よりも多くのアメリカ人に好まれたことを説明できる。
ホプキンソンは円環上に星を並べた旗もデザインした。これは馴染みのある「ベッツィ・ロス」旗に近いが、六稜星を使っていた。

## ホプキンソンの手紙と反応
1780年5月25日、ホプキンソンは大陸海軍局宛てにここ3年間で完成した幾つかの愛国的なデザインに関する手紙を書いた。1つは海軍局の紋章であり、青の地に赤と白の縞模様の楯を描いていた。他のものは財務局の紋章「大陸通貨のための7つの工夫」、および「アメリカ合衆国の国旗」であった。
この手紙でホプキンソンはこれらのデザインについて求償しなかったが、現在は報酬「公的なワインの4分の1樽」を求めていると書いた。海軍局はこの手紙を大陸会議に送った。ホプキンソンは6月14日にその「絵と工夫」について別の請求書を送付した。リストに挙げられていた最初の項目は「アメリカ合衆国海軍旗」であった。その価格は9ポンドだった。
財務局は1780年10月27日の大陸会議に対する報告書でこの要求を却下した。財務局はこの行動に幾つかの理由を挙げた。その一つは、ホプキンソンが「これら創造物に相談を受けた唯一の人物ではないこと、それ故に一人だけ利益を受ける主張はできないこと、および全体に関わる主張をする資格がないこと」が挙げられていた。
さらに、ホプキンソンの箇条書きした請求書はアメリカの国旗を作るときにあった唯一当時の主張である。その当時から「ホプキンソン旗」は存在しないが、その旗には13本の赤と白の縞模様があり、青地に13の白い星が対称的に配置されていたと信じられている。

### アメリカ合衆国紋章
フランシス・ホプキンソンはアメリカ合衆国の国章をデザインする第2委員会にも協力した。この紋章は現在1ドル札の裏面に印刷されている。ウィリアム・バートンによってデザインされたこの紋章には光り輝く目を持つ未完成のピラミッドが含まれており、このイメージはホプキンソンが大陸50ドル紙幣のデザインに使ったものである。当時共謀した理論家はこの紋章がフリーメーソンのイメージを入れたものと考えた。